# Dr. Dimensionsbuks
Dr. Dimensionsbuks (Dr. Dimensionpants) er en canadisk animeret action-eventyr-tv-serie, som blev sendt på Teletoon fra 2014 til 2015. Serien blev produceret af DHX, I Danmark havde serien premiere den 11. november 2014 fra Cartoon Network. Der 1 sæson med 26 afsnit som har en varighed på 22 minutter.

## Danske stemmer
- Allan Hyde som Kyle Lipton
- Lars Thiesgaard som Philip
- Mathias Klenske som Murphy kommer slagen
- Trine Lizette Glud som Rebecca
- Oliver Ryborg som Slias kommer slagen
- Tara Toya som Liz Business
- Peter Pilegaard som Cortex
- Thomas Magnussen som Glass Skull